# Cucujomyces celebensis
Cucujomyces celebensis är en svampart som beskrevs av W. Rossi & A. Weir 1996. Cucujomyces celebensis ingår i släktet Cucujomyces och familjen Laboulbeniaceae.   Inga underarter finns listade i Catalogue of Life.